# Villa de Las Rosas
Villa de Las Rosas è una città dell'Argentina del dipartimento di San Javier, nella provincia di Córdoba. È uno dei sette comuni della valle di Traslasierra.